# Great Coggeshall
Great Coggeshall var en civil parish fram till 1949 när den uppgick i civil parish Coggeshall, i grevskapet Essex i England. Civil parish var belägen 10 km från Braintree och hade 2 259 invånare år 1931.